# Conopodium
Genre
Classification phylogénétique
Conopodium est un genre de plantes à fleurs de la famille des Apiaceae, il comprend 20 espèces en Eurasie et dans le bassin méditerranéen.

## Liste d'espèces
Selon Catalogue of Life (30 mars 2025) :
- Conopodium arvense  (Coss.) Calest.
- Conopodium brevifolium  (Lowe)
- Conopodium bunioides  (Boiss.) Calest.
- Conopodium glaberrimum  (Desf.) Engstr.
- Conopodium majus  (Gouan) Loret  (ou Conopodium denudatum) - Le conopode dénudé
- Conopodium marianum  Lange
- Conopodium pyrenaeum  (Loisel.) Miégev.
- Conopodium subcarneum  (Boiss. & Reut.) Boiss. & Reut.
- Conopodium thalictrifolium  (Boiss.) Calest.